# Paula Florido y Toledo

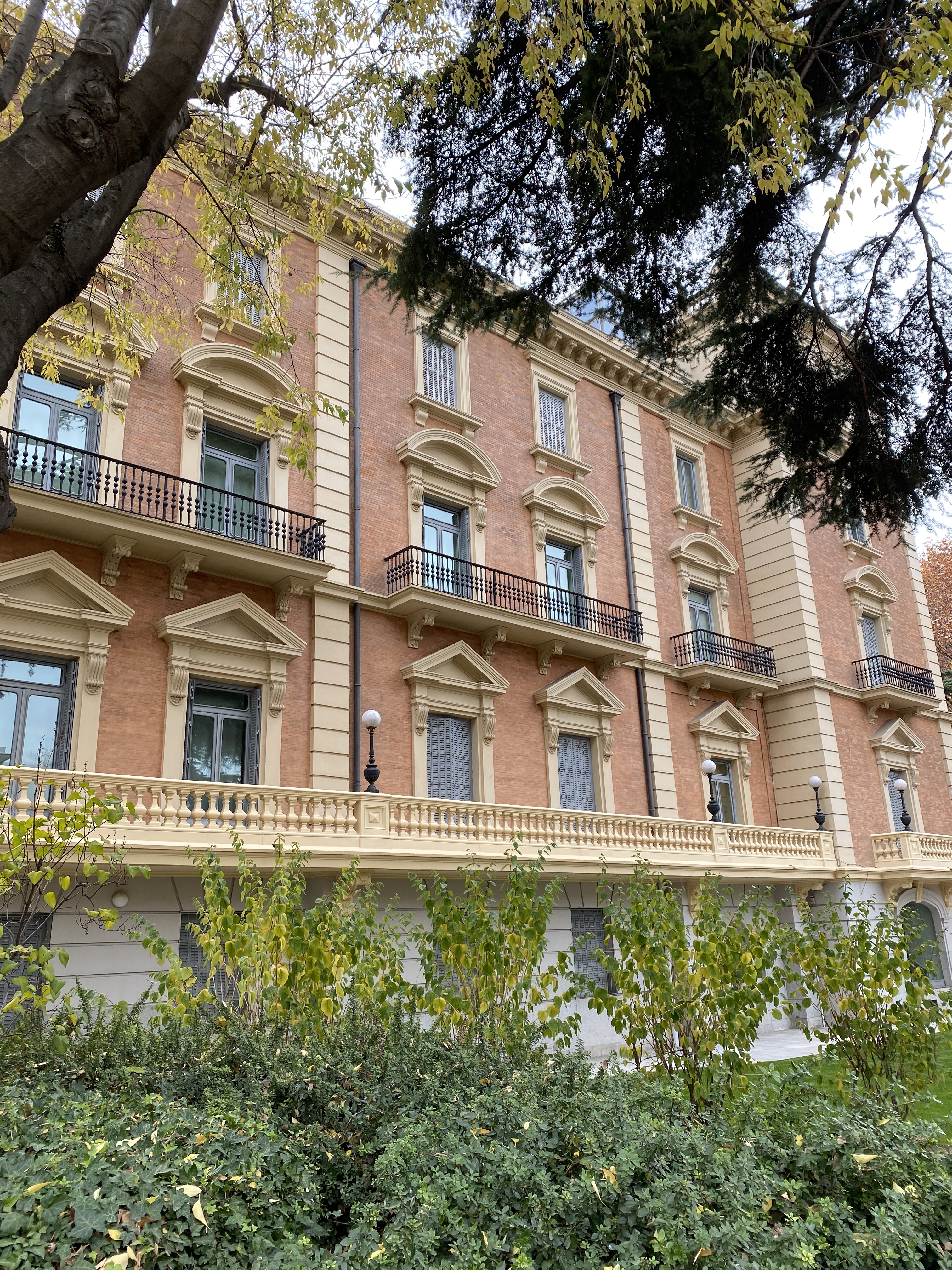
Museo Lázaro Galdiano, antes Parque Florido

Paula Florido y Toledo (San Andrés de Giles, Argentina, 15 de enero de 1856 - Madrid, España, 31 de octubre de 1932) fue una coleccionista de arte y antigüedades argentina, cuyas colecciones forman parte del Museo Lázaro Galdiano de Madrid  a cuya creación contribuyó.

## Biografía
Fue la hija primogénita de la argentina Valentina Toledo y del italiano Rafael Florido, fabricante de ladrillos. El 18 de enero de 1873 se casó en la localidad de 25 de Mayo con el vizcaíno afincado en Argentina Juan Francisco Ibarra Otaola (1834-1881), con quien tuvo cuatro hijas –fallecidas durante la infancia– y un hijo, Juan Francisco (Buenos Aires, 1877-1962). 
Viuda a los veinticinco años y heredera de una considerable fortuna, se casó en Buenos Aires –el 6 de abril de 1884– con el periodista y escritor gallego Manuel Vázquez-Barros de Castro (Padrón, 1844 - Sevilla, 1885), quien falleció pocos días antes del nacimiento de su hija Manuela. Tres años y medio después, instalada en la capital argentina con sus dos hijos, se casó el 7 de septiembre de 1887 con el porteño Pedro Marcos Gache Astoul (1860-1896), con quien tuvo a Rodolfo, el último de sus vástagos. Su tercer esposo falleció en Cosquín, en la Córdoba argentina, el 3 de septiembre de 1896. En abril de 1900 embarcó junto a sus dos hijos menores rumbo a Europa y fijó su residencia en París, aunque con frecuentes viajes y estancias temporales en otras ciudades europeas.

### Coleccionismo y vida social
Con cuarenta y cinco años conoció a José Lázaro Galdiano, con quien se casó en Roma el 19 de marzo de 1903, actuando como testigos su hijo Juan Francisco y la esposa de éste, María Justa Saubidet. Este enlace permitió a José Lázaro mejorar su estatus como coleccionista y a Paula Florido le franqueó la entrada al mundo del coleccionismo, al que se incorporó con verdadero entusiasmo en diversas materias.  Consta especialmente su dedicación a coleccionismo de antigüedades, joyas y abanicos.  Paula, instalada en Madrid con sus dos hijos menores, y con su marido, realizaron la construcción de un palacete como residencia, al que llamaron Parque Florido, en el que ella participó activamente, encargando la decoración a artistas de la época, como Eugenio Lucas Villaamil. La planta noble de la casa fue ideada como un espacio para celebrar todo tipo de actos sociales y culturales –tertulias, conciertos, bailes, presentaciones, etc.–, reseñados en las columnas de sociedad de la prensa de la época. Sin embargo, estas actividades cesaron tras la muerte de Rodolfo en 1916, a la que siguió la de su hija Manuela Vázquez Barros de Castro, guitarrista, en 1919. Paula Florido falleció en Madrid el 31 de octubre de 1932 legando todos sus bienes a su hijo Juan Francisco, con la excepción de la parte que a ella le correspondía de Parque Florido y de las colecciones que albergaba, que las dejó a su esposo.

## Reconocimientos
Un museo, un pueblo rural y una estación ferroviaria la recuerdan en Argentina.  En España, el  edificio que alberga el Museo Lázaro Galdiano se llamó anteriormente Parque Florido.